# Silnice II/264
Silnice II/264 je pozemní komunikace na severu České republiky, ve Šluknovském výběžku Ústeckého kraje. Spojuje obec Rybniště s česko–německou státní hranicí u Varnsdorfu.

## Popis
U Rybniště odbočuje východním směrem z komunikace II/263. Následně prochází jižními partiemi Ladečka a Horního Podluží, až vstupuje do Jiřetína pod Jedlovou. Východně od této obce na okružní křižovatce přechází silnici I/9. Poté prochází obcí Dolní Podluží, v níž po jižní straně sleduje železniční trať číslo 085 z Varnsdorfu do Rybniště. Na východním okraji obce silnice trať úrovňově překonává a následně se obě v souběhu stáčí k severu k Varnsdorfu. Jižně od tohoto města u Varnsdorfského rybníka silnice opět trať úrovňově křižuje. K dalšímu úrovňovému křížení dochází až přímo ve městě, západně od tamní železniční stanice. Poté ještě stejným způsobem křižuje peážní trať spojující německá města Žitava a Eibau. Za tímto přejezdem se stáčí na východ a na silničním hraničním přechodu Varnsdorf / Großschönau přechází do Německa, kde se z ní stává silnice S 137.

## Intenzity dopravy
Podle Celostátního sčítání dopravy provedeného v roce 2010 jezdilo po silnici v úseku mezi křižovatkami s komunikacemi II/263 a I/9 úhrnem 2507 vozidel za 24 hodin ve skladbě 315 těžkých motorových vozidel, 2163 osobních a dodávkových automobilů a 29 jednostopých vozidel. V navazujícím úseku, tedy od okružní křižovatky se silnicí I/9 po křižovatku se Žitavskou ulicí u varnsdorfské železniční stanice jezdilo podle tohoto sčítání celkem 3897 vozidel za 24 hodin ve skladbě 1029 těžkých motorových vozidel, 2848 osobních a dodávkových a 20 jednostopých. Odtud na státní hranici již během jednoho dne jezdilo pouze 3021 vozidel ve skladbě 243 těžkých, 2735 osobních či dodávkových a 43 jednostopých vozidel.